# Lexus
Lexus (Japans: レクサス) is sinds 1989 de naam van de luxedivisie van het Toyota-concern. Vooral in de Verenigde Staten en Canada is het merk erin geslaagd een volwaardige concurrent te zijn voor gevestigde merken in dit segment.

## Geschiedenis
Het eerste model dat in de Verenigde Staten en ook in Europa op de markt kwam was de LS 400, een grote limousine met een V8-motor, een auto die als Toyota Celsior werd verkocht in Japan. Later werd ook de 'kleinere' ES uitgebracht, een model dat onder de LS gepositioneerd was en jonge klanten en kopers moest aantrekken.
In 1993 kwam er naast de LS en ES een sportiever vierdeursmodel, de GS 300 met zescilindermotor. Deze auto is een ontwerp van Giorgetto Giugiaro.
Inmiddels zijn beide modellen vervangen. Latere modellen zijn de grote LS 430, de middenklasser IS 200, de middelgrote SUV RX 400h en de coupé-cabriolet SC 430. Lexus had direct succes op de Noord-Amerikaanse markt, mede door het verkoop van de SC, LS en GS.
De in 2005 vernieuwde GS was het eerste productiemodel van Lexus dat ontworpen is op basis van de L-Finessefilosofie. In datzelfde jaar volgde later ook de vernieuwde IS. Datzelfde jaar werd Lexus ook geïntroduceerd op de Japanse markt, waarmee de Lexus-modellen daar niet meer langer onder de Toyota-merknaam verkocht werden.

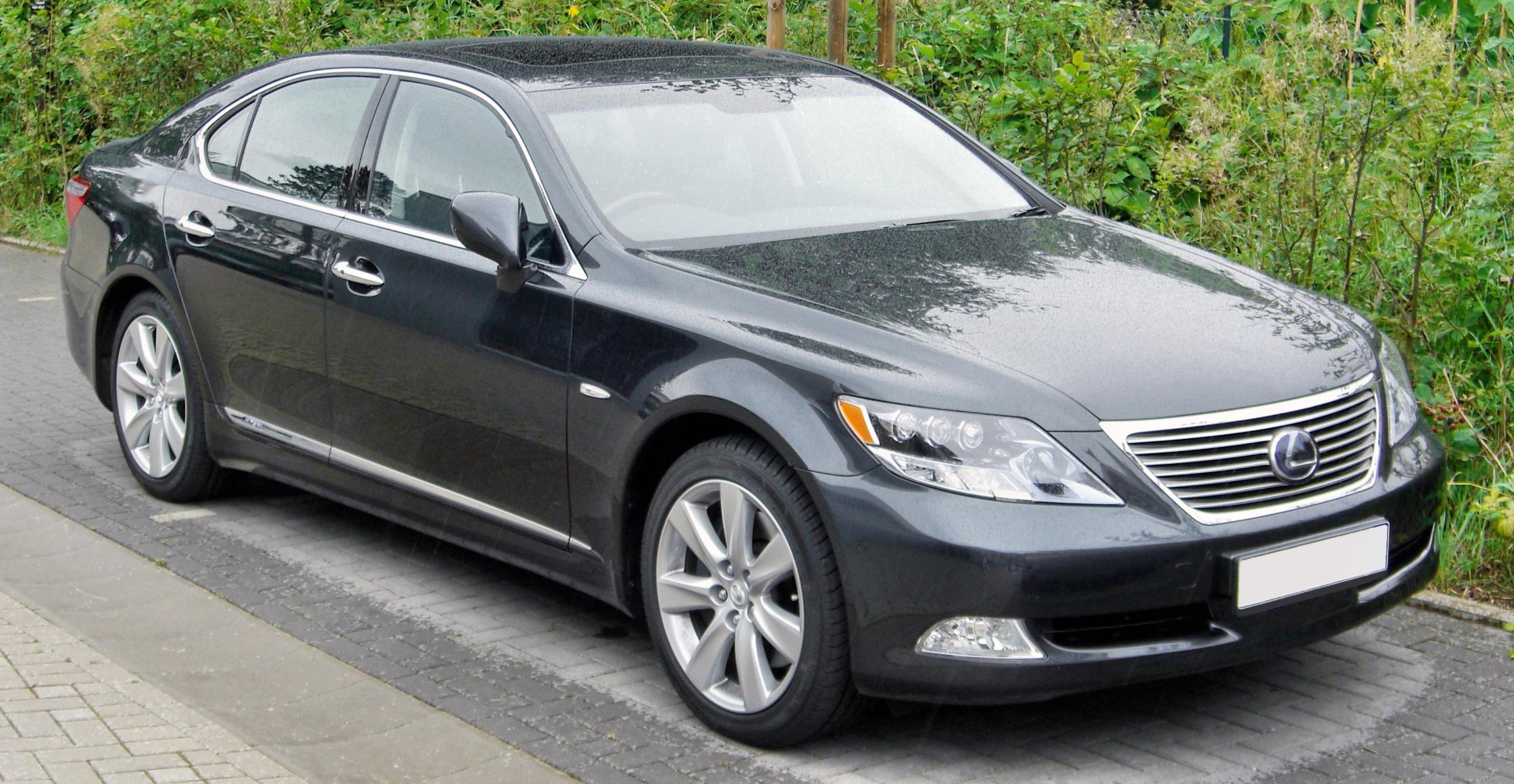
Lexus LS 600h

In 2007 lanceerde Lexus de IS-F. Dit is een extra sportieve sedan met vijfliter V8 motor en 423 pk, gekoppeld aan een achttraps automaat. Hiermee ging Lexus de concurrentie aan met de Mercedes-Benz C 63 AMG. In 2010 introduceerde Lexus een supercar, de LFA. Dit model is in 2012 uit productie gegaan. In 2014 verscheen de coupé RC, de eerste coupé sinds de SC die vier jaar eerder uit productie ging.

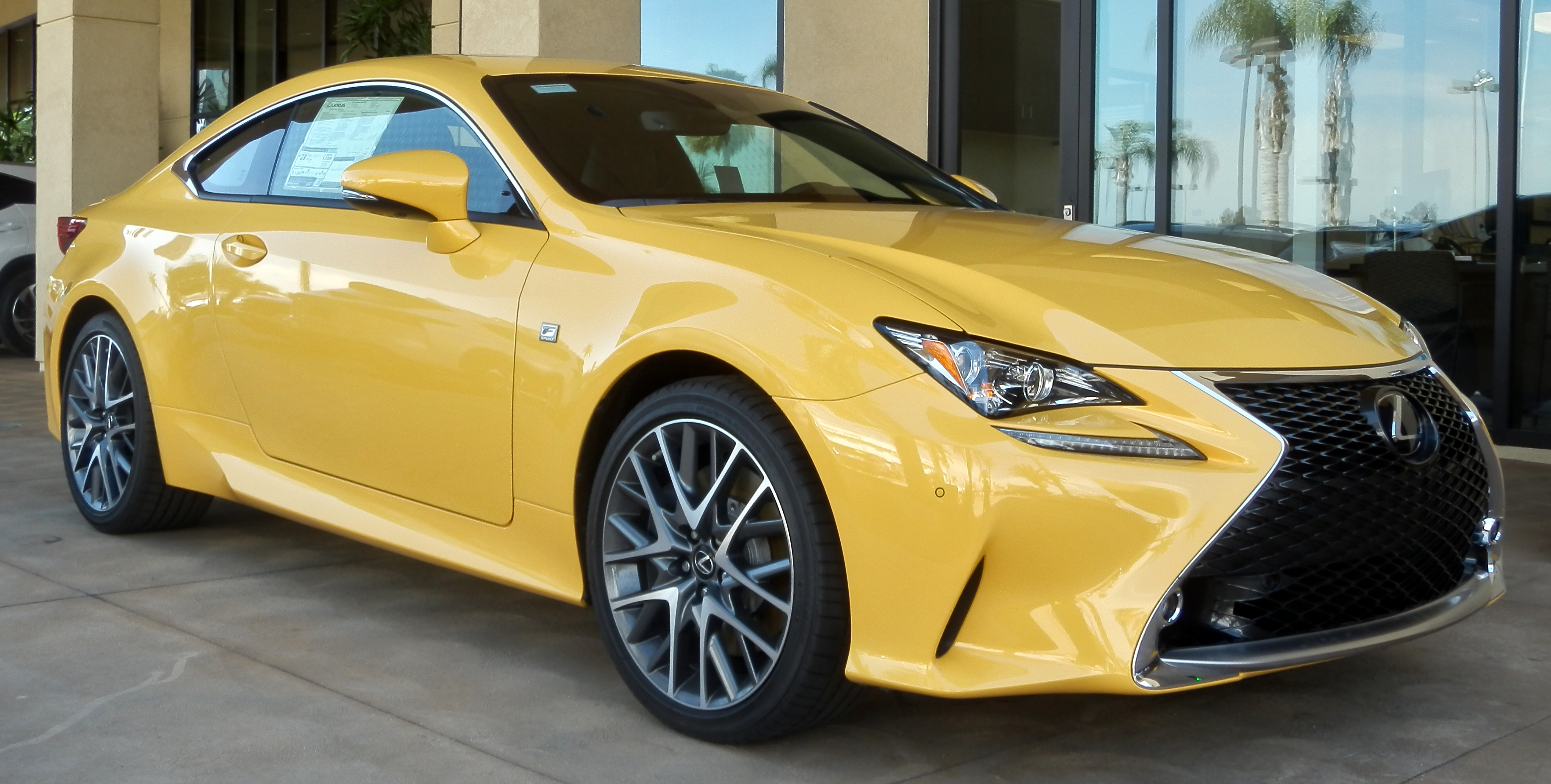
Lexus RC 350

Vanaf 2017 heeft Lexus de LC in het gamma. Dit is een tweedeurs Gran Turismo die in feite de opvolger is van de Lexus SC 430. Deze is beschikbaar in twee uitvoeringen: de LC 500 en LC 500h.
In 2020 verscheen de UX 300e, Lexus' eerste 100% elektrisch aangedreven automodel.

## Huidige series
- Lexus LS, topklasse: LS 500h
- Lexus ES, hogere middenklasse: ES 300h
- Lexus IS, middenklasse: IS 300, IS 300h, IS 350 F, IS 500 F (niet verkrijgbaar in Nederland en België)
- Lexus CT, compacte middenklasse: CT 200h (niet verkrijgbaar in Nederland en België)
- Lexus LX, topklasse SUV: LX 570 (niet verkrijgbaar in Nederland en België)
- Lexus GX, topklasse SUV: GX 460 (niet verkrijgbaar in Nederland en België)
- Lexus RX, hogere middenklasse SUV: RX 450h, RX 450hL
- Lexus NX, middenklasse SUV: NX300t, NX300h
- Lexus UX, compacte SUV: UX 250h, UX 300e
- Lexus LC, sportief: LC 500, LC 500h
- Lexus LM, MPV: LM 300h, LM 350 (niet verkrijgbaar in Nederland en België)

## Modellenoverzicht
| Lexus-modellen van 1980 tot heden      | Lexus-modellen van 1980 tot heden | Lexus-modellen van 1980 tot heden | Lexus-modellen van 1980 tot heden | Lexus-modellen van 1980 tot heden | Lexus-modellen van 1980 tot heden | Lexus-modellen van 1980 tot heden | Lexus-modellen van 1980 tot heden | Lexus-modellen van 1980 tot heden | Lexus-modellen van 1980 tot heden | Lexus-modellen van 1980 tot heden | Lexus-modellen van 1980 tot heden | Lexus-modellen van 1980 tot heden | Lexus-modellen van 1980 tot heden | Lexus-modellen van 1980 tot heden | Lexus-modellen van 1980 tot heden | Lexus-modellen van 1980 tot heden | Lexus-modellen van 1980 tot heden | Lexus-modellen van 1980 tot heden | Lexus-modellen van 1980 tot heden | Lexus-modellen van 1980 tot heden | Lexus-modellen van 1980 tot heden | Lexus-modellen van 1980 tot heden | Lexus-modellen van 1980 tot heden | Lexus-modellen van 1980 tot heden | Lexus-modellen van 1980 tot heden | Lexus-modellen van 1980 tot heden | Lexus-modellen van 1980 tot heden | Lexus-modellen van 1980 tot heden | Lexus-modellen van 1980 tot heden | Lexus-modellen van 1980 tot heden | Lexus-modellen van 1980 tot heden | Lexus-modellen van 1980 tot heden | Lexus-modellen van 1980 tot heden | Lexus-modellen van 1980 tot heden | Lexus-modellen van 1980 tot heden | Lexus-modellen van 1980 tot heden | Lexus-modellen van 1980 tot heden | Lexus-modellen van 1980 tot heden | Lexus-modellen van 1980 tot heden | Lexus-modellen van 1980 tot heden | Lexus-modellen van 1980 tot heden | Lexus-modellen van 1980 tot heden | Lexus-modellen van 1980 tot heden | Lexus-modellen van 1980 tot heden | Lexus-modellen van 1980 tot heden |                          |
| -------------------------------------- | --------------------------------- | --------------------------------- | --------------------------------- | --------------------------------- | --------------------------------- | --------------------------------- | --------------------------------- | --------------------------------- | --------------------------------- | --------------------------------- | --------------------------------- | --------------------------------- | --------------------------------- | --------------------------------- | --------------------------------- | --------------------------------- | --------------------------------- | --------------------------------- | --------------------------------- | --------------------------------- | --------------------------------- | --------------------------------- | --------------------------------- | --------------------------------- | --------------------------------- | --------------------------------- | --------------------------------- | --------------------------------- | --------------------------------- | --------------------------------- | --------------------------------- | --------------------------------- | --------------------------------- | --------------------------------- | --------------------------------- | --------------------------------- | --------------------------------- | --------------------------------- | --------------------------------- | --------------------------------- | --------------------------------- | --------------------------------- | --------------------------------- | --------------------------------- | --------------------------------- | ------------------------ |
| Type                                   | Serie                             | 1980                              | 1980                              | 1980                              | 1980                              | 1980                              | 1980                              | 1980                              | 1980                              | 1980                              | 1980                              | 1990                              | 1990                              | 1990                              | 1990                              | 1990                              | 1990                              | 1990                              | 1990                              | 1990                              | 1990                              | 2000                              | 2000                              | 2000                              | 2000                              | 2000                              | 2000                              | 2000                              | 2000                              | 2000                              | 2000                              | 2010                              | 2010                              | 2010                              | 2010                              | 2010                              | 2010                              | 2010                              | 2010                              | 2010                              | 2010                              | 2020                              | 2020                              | 2020                              | 2020                              | 2020                     |
| Type                                   | Serie                             | 0                                 | 1                                 | 2                                 | 3                                 | 4                                 | 5                                 | 6                                 | 7                                 | 8                                 | 9                                 | 0                                 | 1                                 | 2                                 | 3                                 | 4                                 | 5                                 | 6                                 | 7                                 | 8                                 | 9                                 | 0                                 | 1                                 | 2                                 | 3                                 | 4                                 | 5                                 | 6                                 | 7                                 | 8                                 | 9                                 | 0                                 | 1                                 | 2                                 | 3                                 | 4                                 | 5                                 | 6                                 | 7                                 | 8                                 | 9                                 | 0                                 | 1                                 | 2                                 | 3                                 | 4                        |
| Compacte middenklasse                  | CT                                |                                   |                                   |                                   |                                   |                                   |                                   |                                   |                                   |                                   |                                   |                                   |                                   |                                   |                                   |                                   |                                   |                                   |                                   |                                   |                                   |                                   |                                   |                                   |                                   |                                   |                                   |                                   |                                   |                                   |                                   |                                   | ZWA10                             | ZWA10                             | ZWA10                             | ZWA10                             | ZWA10                             | ZWA10                             | ZWA10                             | ZWA10                             | ZWA10                             | ZWA10                             | ZWA10                             | ZWA10                             |                                   |                          |
| Middenklasse                           | IS                                |                                   |                                   |                                   |                                   |                                   |                                   |                                   |                                   |                                   |                                   |                                   |                                   |                                   |                                   |                                   |                                   |                                   |                                   |                                   | XE10                              | XE10                              | XE10                              | XE10                              | XE10                              | XE10                              | XE10                              | XE20                              | XE20                              | XE20                              | XE20                              | XE20                              | XE20                              | XE20                              | XE30                              | XE30                              | XE30                              | XE30                              | XE30                              | XE30                              | XE30                              | XE30                              | XE30                              | XE30                              | XE30                              | XE30                     |
| Middenklasse                           | HS                                |                                   |                                   |                                   |                                   |                                   |                                   |                                   |                                   |                                   |                                   |                                   |                                   |                                   |                                   |                                   |                                   |                                   |                                   |                                   |                                   |                                   |                                   |                                   |                                   |                                   |                                   |                                   |                                   |                                   | ANF10                             | ANF10                             | ANF10                             | ANF10                             | ANF10                             | ANF10                             | ANF10                             | ANF10                             | ANF10                             | ANF10                             |                                   |                                   |                                   |                                   |                                   |                          |
| Hogere middenklasse                    | GS                                |                                   |                                   |                                   |                                   |                                   |                                   |                                   |                                   |                                   |                                   |                                   |                                   |                                   | S140                              | S140                              | S140                              | S140                              | S140                              | S160                              | S160                              | S160                              | S160                              | S160                              | S160                              | S160                              | S190                              | S190                              | S190                              | S190                              | S190                              | S190                              | S190                              | L10                               | L10                               | L10                               | L10                               | L10                               | L10                               | L10                               | L10                               | L10                               |                                   |                                   |                                   |                          |
| Hogere middenklasse                    | ES                                |                                   |                                   |                                   |                                   |                                   |                                   |                                   |                                   |                                   | V20                               | V20                               | V20                               | XV10                              | XV10                              | XV10                              | XV10                              | XV10                              | XV20                              | XV20                              | XV20                              | XV20                              | XV20                              | XV30                              | XV30                              | XV30                              | XV30                              | XV30                              | XV40                              | XV40                              | XV40                              | XV40                              | XV40                              | XV40                              | XV60                              | XV60                              | XV60                              | XV60                              | XV60                              | XZ10                              | XZ10                              | XZ10                              | XZ10                              | XZ10                              | XZ10                              | XZ10                     |
| Topklasse                              | LS                                |                                   |                                   |                                   |                                   |                                   |                                   |                                   |                                   |                                   | UCF10                             | UCF10                             | UCF10                             | UCF10                             | UCF10                             | UCF20                             | UCF20                             | UCF20                             | UCF20                             | UCF20                             | UCF20                             | UCF30                             | UCF30                             | UCF30                             | UCF30                             | UCF30                             | UCF30                             | USF40                             | USF40                             | USF40                             | USF40                             | USF40                             | USF40                             | USF40                             | USF40                             | USF40                             | USF40                             | USF40                             | USF40                             | USF50                             | USF50                             | USF50                             | USF50                             | USF50                             | USF50                             | USF50                    |
| GT                                     | RC                                |                                   |                                   |                                   |                                   |                                   |                                   |                                   |                                   |                                   |                                   |                                   |                                   |                                   |                                   |                                   |                                   |                                   |                                   |                                   |                                   |                                   |                                   |                                   |                                   |                                   |                                   |                                   |                                   |                                   |                                   |                                   |                                   |                                   |                                   |                                   | XC10                              | XC10                              | XC10                              | XC10                              | XC10                              | XC10                              | XC10                              | XC10                              | XC10                              | XC10                     |
| GT                                     | SC                                |                                   |                                   |                                   |                                   |                                   |                                   |                                   |                                   |                                   |                                   |                                   |                                   | Z30                               | Z30                               | Z30                               | Z30                               | Z30                               | Z30                               | Z30                               | Z30                               | Z30                               | Z40                               | Z40                               | Z40                               | Z40                               | Z40                               | Z40                               | Z40                               | Z40                               | Z40                               | Z40                               |                                   |                                   |                                   |                                   |                                   |                                   |                                   |                                   |                                   |                                   |                                   |                                   |                                   |                          |
| Sportwagen                             | LFA                               |                                   |                                   |                                   |                                   |                                   |                                   |                                   |                                   |                                   |                                   |                                   |                                   |                                   |                                   |                                   |                                   |                                   |                                   |                                   |                                   |                                   |                                   |                                   |                                   |                                   |                                   |                                   |                                   |                                   |                                   | LFA10                             | LFA10                             | LFA10                             |                                   |                                   |                                   |                                   |                                   |                                   |                                   |                                   |                                   |                                   |                                   |                          |
| Sportwagen                             | LC                                |                                   |                                   |                                   |                                   |                                   |                                   |                                   |                                   |                                   |                                   |                                   |                                   |                                   |                                   |                                   |                                   |                                   |                                   |                                   |                                   |                                   |                                   |                                   |                                   |                                   |                                   |                                   |                                   |                                   |                                   |                                   |                                   |                                   |                                   |                                   |                                   |                                   | XZ100                             | XZ100                             | XZ100                             | XZ100                             | XZ100                             | XZ100                             | XZ100                             | XZ100                    |
| Compacte CUV                           | LBX                               |                                   |                                   |                                   |                                   |                                   |                                   |                                   |                                   |                                   |                                   |                                   |                                   |                                   |                                   |                                   |                                   |                                   |                                   |                                   |                                   |                                   |                                   |                                   |                                   |                                   |                                   |                                   |                                   |                                   |                                   |                                   |                                   |                                   |                                   |                                   |                                   |                                   |                                   |                                   |                                   |                                   |                                   |                                   |                                   | AY10                     |
| Compacte CUV                           | UX                                |                                   |                                   |                                   |                                   |                                   |                                   |                                   |                                   |                                   |                                   |                                   |                                   |                                   |                                   |                                   |                                   |                                   |                                   |                                   |                                   |                                   |                                   |                                   |                                   |                                   |                                   |                                   |                                   |                                   |                                   |                                   |                                   |                                   |                                   |                                   |                                   |                                   |                                   | ZA10                              | ZA10                              | ZA10                              | ZA10                              | ZA10                              | ZA10                              | ZA10                     |
| Compacte CUV                           | NX                                |                                   |                                   |                                   |                                   |                                   |                                   |                                   |                                   |                                   |                                   |                                   |                                   |                                   |                                   |                                   |                                   |                                   |                                   |                                   |                                   |                                   |                                   |                                   |                                   |                                   |                                   |                                   |                                   |                                   |                                   |                                   |                                   |                                   |                                   | AZ10                              | AZ10                              | AZ10                              | AZ10                              | AZ10                              | AZ10                              | AZ10                              | AZ20                              | AZ20                              | AZ20                              | AZ20                     |
| Compacte CUV                           | RZ                                |                                   |                                   |                                   |                                   |                                   |                                   |                                   |                                   |                                   |                                   |                                   |                                   |                                   |                                   |                                   |                                   |                                   |                                   |                                   |                                   |                                   |                                   |                                   |                                   |                                   |                                   |                                   |                                   |                                   |                                   |                                   |                                   |                                   |                                   |                                   |                                   |                                   |                                   |                                   |                                   |                                   |                                   |                                   | EB10                              | EB10                     |
| Middelgrote CUV                        | RX                                |                                   |                                   |                                   |                                   |                                   |                                   |                                   |                                   |                                   |                                   |                                   |                                   |                                   |                                   |                                   |                                   |                                   |                                   | XU10                              | XU10                              | XU10                              | XU10                              | XU10                              | XU10                              | XU30                              | XU30                              | XU30                              | XU30                              | XU30                              | AL10                              | AL10                              | AL10                              | AL10                              | AL10                              | AL10                              | AL20                              | AL20                              | AL20                              | AL20                              | AL20                              | AL20                              | AL20                              | AL20                              | ALA10 / ALH10                     | ALA10 / ALH10            |
| CUV                                    | TX                                |                                   |                                   |                                   |                                   |                                   |                                   |                                   |                                   |                                   |                                   |                                   |                                   |                                   |                                   |                                   |                                   |                                   |                                   |                                   |                                   |                                   |                                   |                                   |                                   |                                   |                                   |                                   |                                   |                                   |                                   |                                   |                                   |                                   |                                   |                                   |                                   |                                   |                                   |                                   |                                   |                                   |                                   |                                   | TX                                | TX                       |
| SUV                                    | GX                                |                                   |                                   |                                   |                                   |                                   |                                   |                                   |                                   |                                   |                                   |                                   |                                   |                                   |                                   |                                   |                                   |                                   |                                   |                                   |                                   |                                   |                                   | J120                              | J120                              | J120                              | J120                              | J120                              | J120                              | J120                              | J150                              | J150                              | J150                              | J150                              | J150                              | J150                              | J150                              | J150                              | J150                              | J150                              | J150                              | J150                              | J150                              | J150                              | J150                              | J150                     |
| SUV                                    | LX                                |                                   |                                   |                                   |                                   |                                   |                                   |                                   |                                   |                                   |                                   |                                   |                                   |                                   |                                   |                                   | J80                               | J80                               | J80                               | J100                              | J100                              | J100                              | J100                              | J100                              | J100                              | J100                              | J100                              | J100                              | J200                              | J200                              | J200                              | J200                              | J200                              | J200                              | J200                              | J200                              | J200                              | J200                              | J200                              | J200                              | J200                              | J200                              | J200                              | J300                              | J300                              | J300                     |
| MPV                                    | LM                                |                                   |                                   |                                   |                                   |                                   |                                   |                                   |                                   |                                   |                                   |                                   |                                   |                                   |                                   |                                   |                                   |                                   |                                   |                                   |                                   |                                   |                                   |                                   |                                   |                                   |                                   |                                   |                                   |                                   |                                   |                                   |                                   |                                   |                                   |                                   |                                   |                                   |                                   | AH30                              | AH30                              | AH30                              | AH30                              | AH30                              | AW10                              | AW10                     |
| Eigenaar                               |                                   |                                   |                                   |                                   |                                   |                                   |                                   |                                   |                                   |                                   | Toyota Motor Corporation          | Toyota Motor Corporation          | Toyota Motor Corporation          | Toyota Motor Corporation          | Toyota Motor Corporation          | Toyota Motor Corporation          | Toyota Motor Corporation          | Toyota Motor Corporation          | Toyota Motor Corporation          | Toyota Motor Corporation          | Toyota Motor Corporation          | Toyota Motor Corporation          | Toyota Motor Corporation          | Toyota Motor Corporation          | Toyota Motor Corporation          | Toyota Motor Corporation          | Toyota Motor Corporation          | Toyota Motor Corporation          | Toyota Motor Corporation          | Toyota Motor Corporation          | Toyota Motor Corporation          | Toyota Motor Corporation          | Toyota Motor Corporation          | Toyota Motor Corporation          | Toyota Motor Corporation          | Toyota Motor Corporation          | Toyota Motor Corporation          | Toyota Motor Corporation          | Toyota Motor Corporation          | Toyota Motor Corporation          | Toyota Motor Corporation          | Toyota Motor Corporation          | Toyota Motor Corporation          | Toyota Motor Corporation          | Toyota Motor Corporation          | Toyota Motor Corporation |
| Wordt niet (langer) verkocht in Europa |                                   |                                   |                                   |                                   |                                   |                                   |                                   |                                   |                                   |                                   |                                   |                                   |                                   |                                   |                                   |                                   |                                   |                                   |                                   |                                   |                                   |                                   |                                   |                                   |                                   |                                   |                                   |                                   |                                   |                                   |                                   |                                   |                                   |                                   |                                   |                                   |                                   |                                   |                                   |                                   |                                   |                                   |                                   |                                   |                                   |                          |

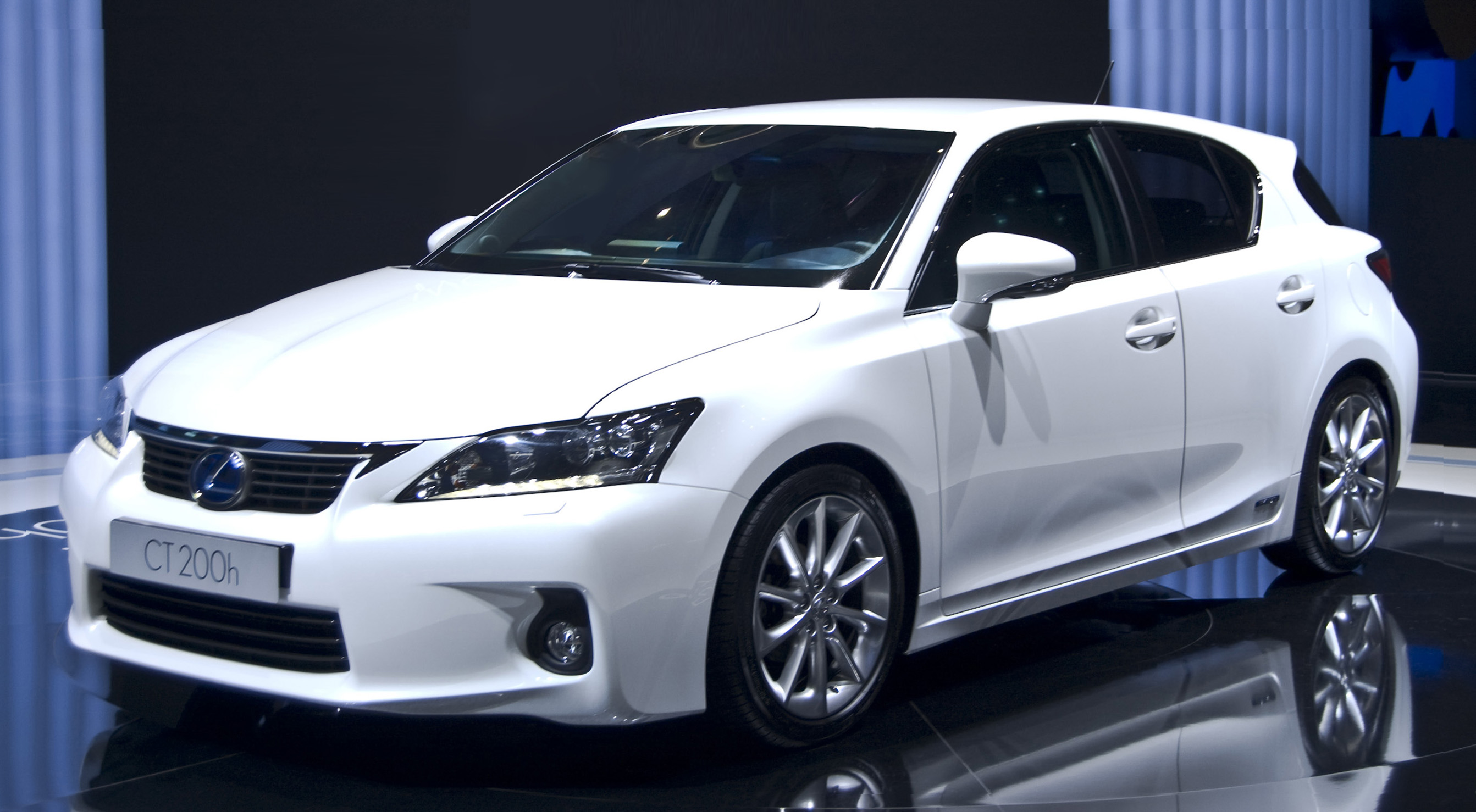
Lexus CT 200h (2011)
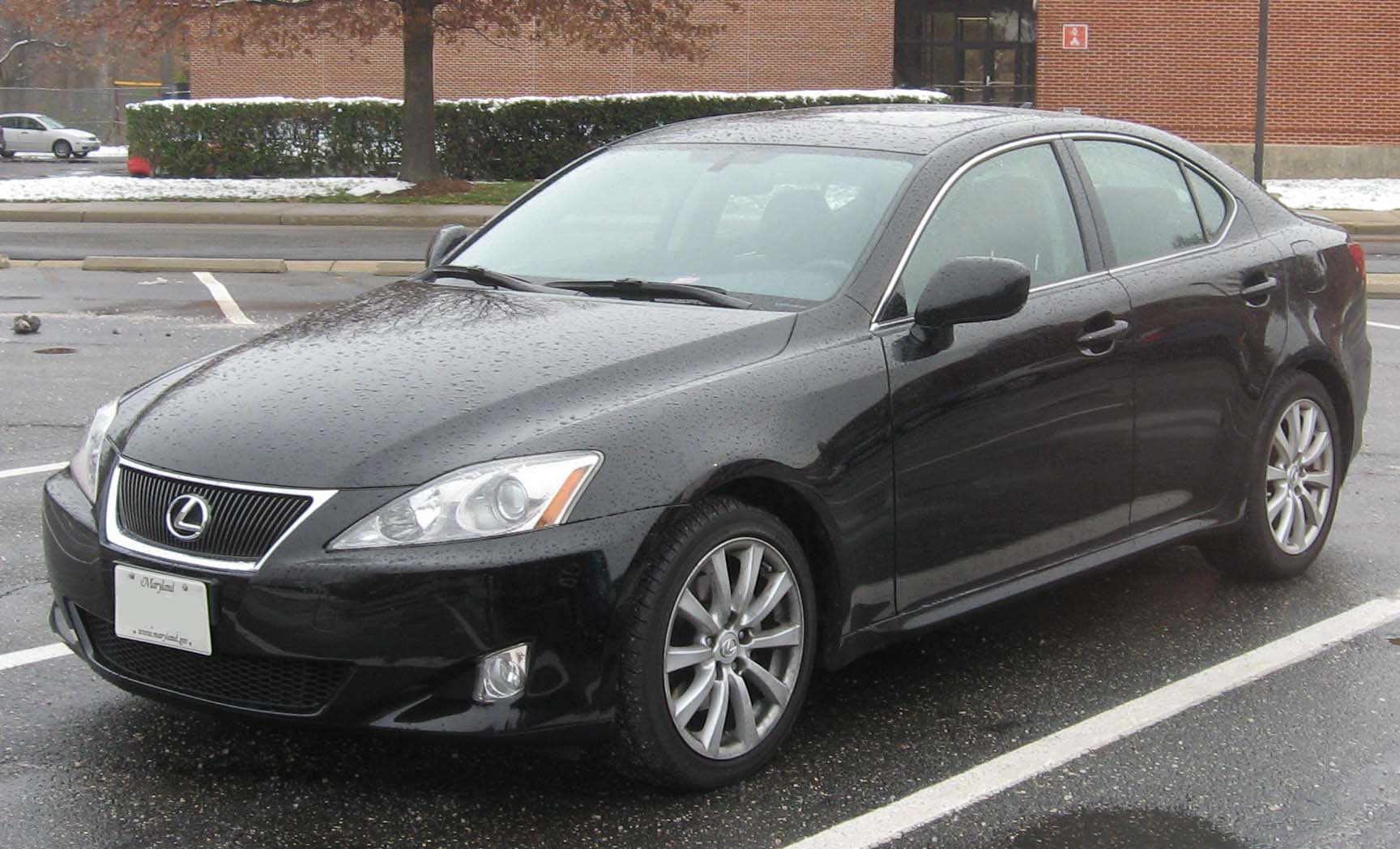
Lexus IS250 (2007)
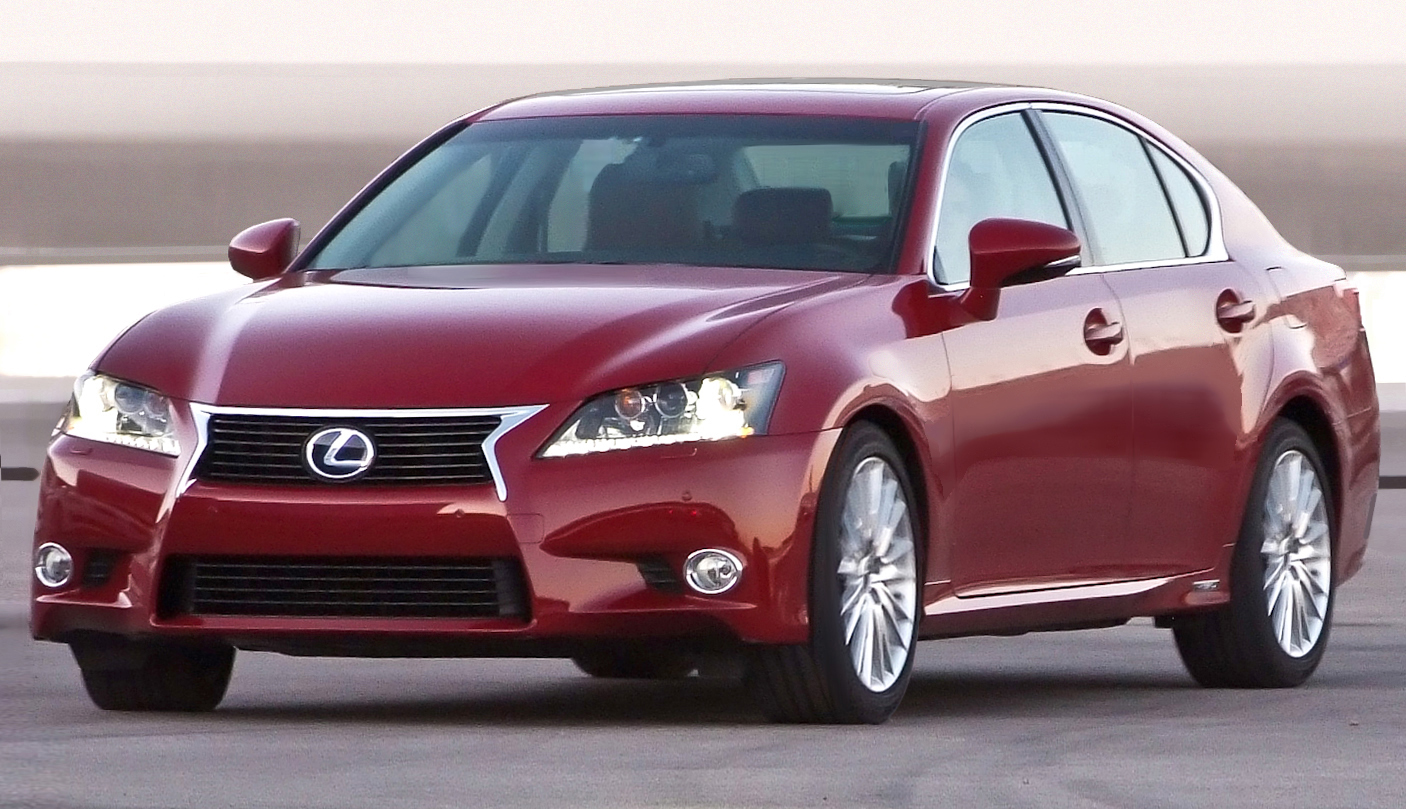
Lexus GS 450h (2012)
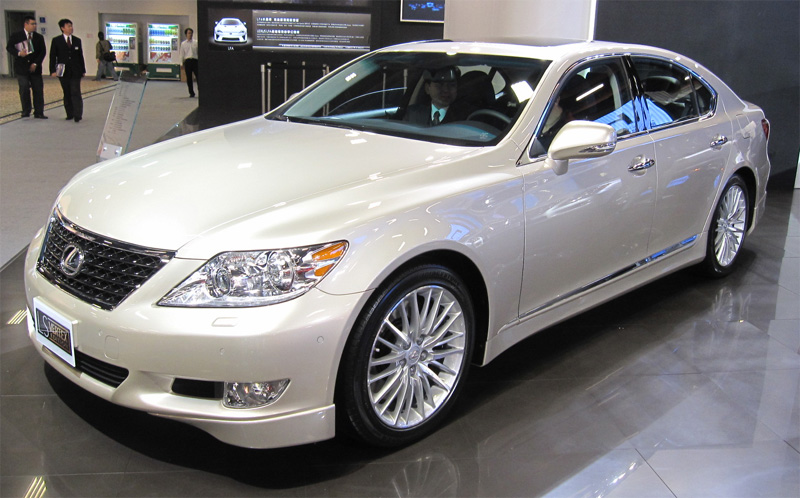
Lexus LS-600h (2009)
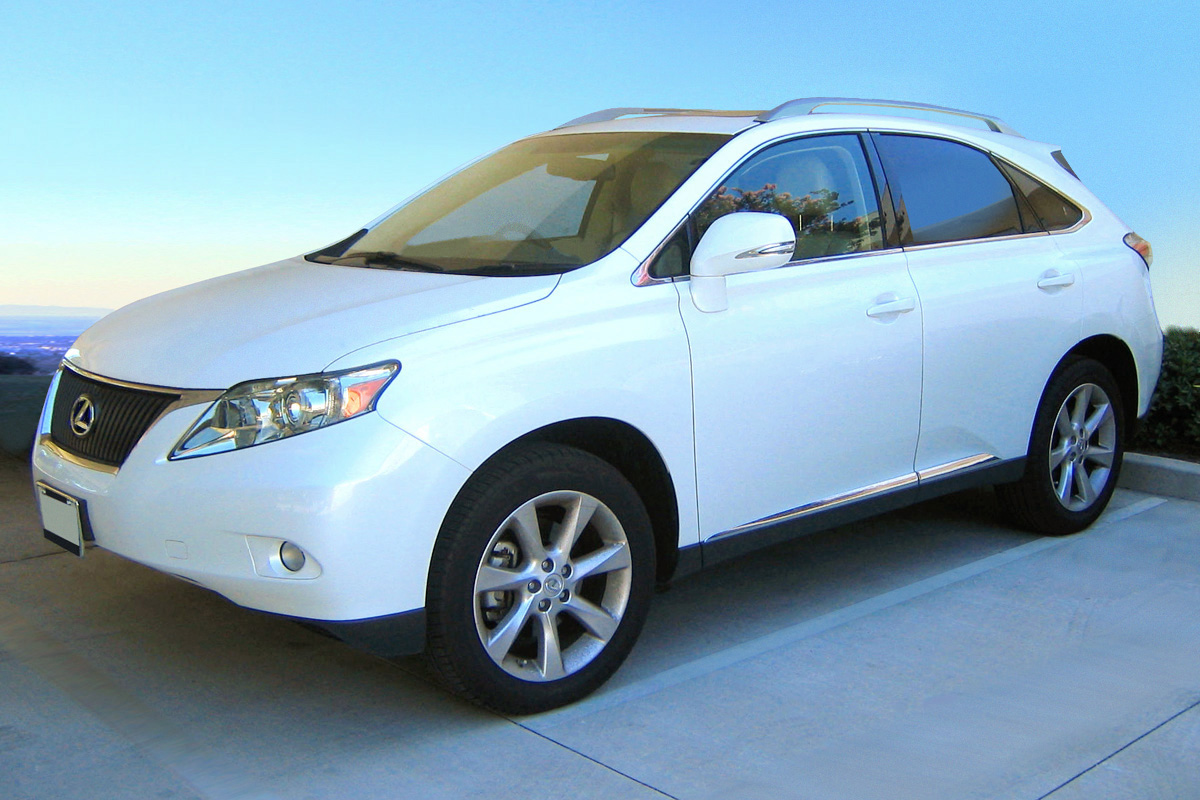
Lexus RX350 (2010)
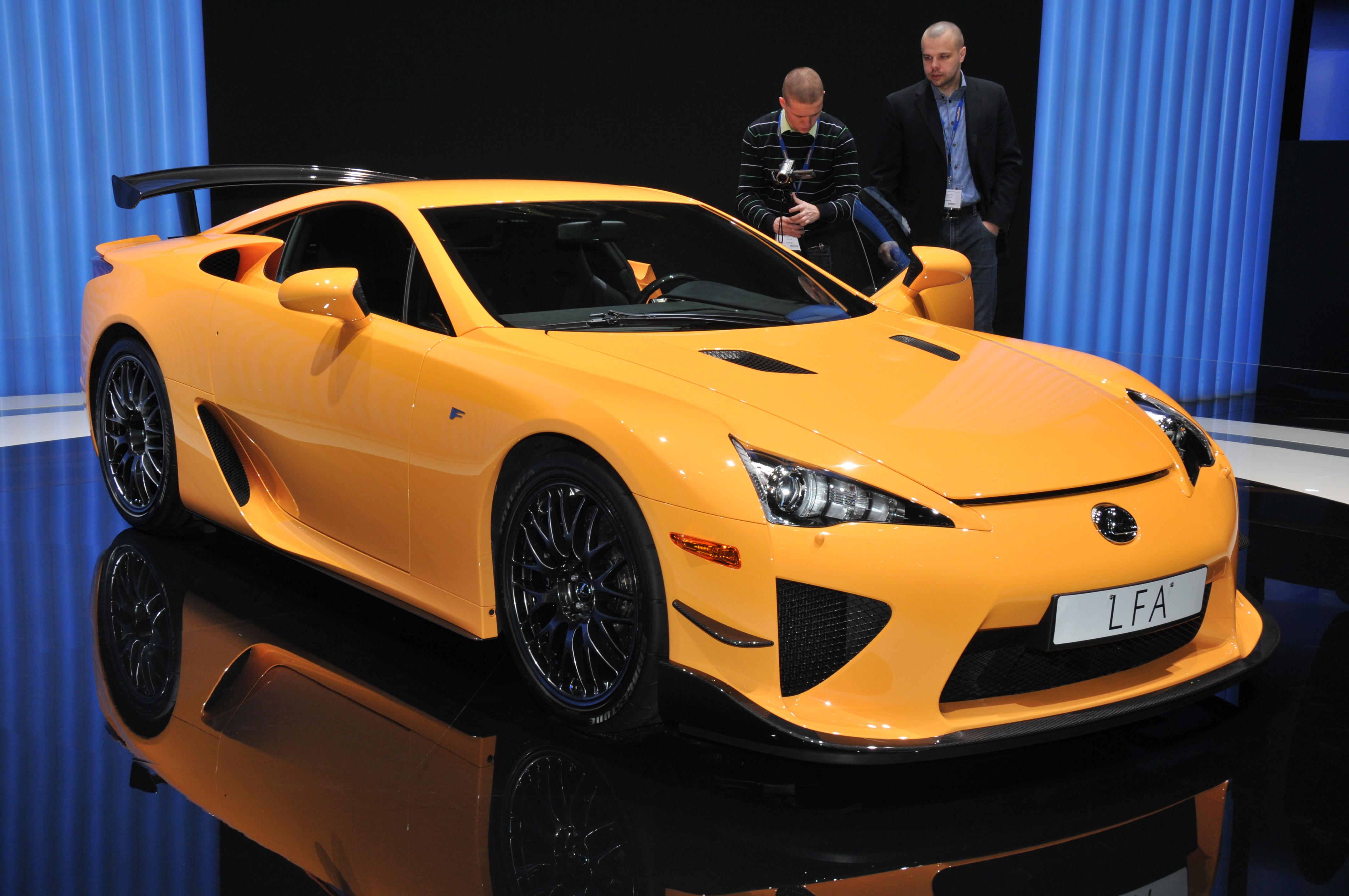
Lexus LFA Nürburgring edition (2011)
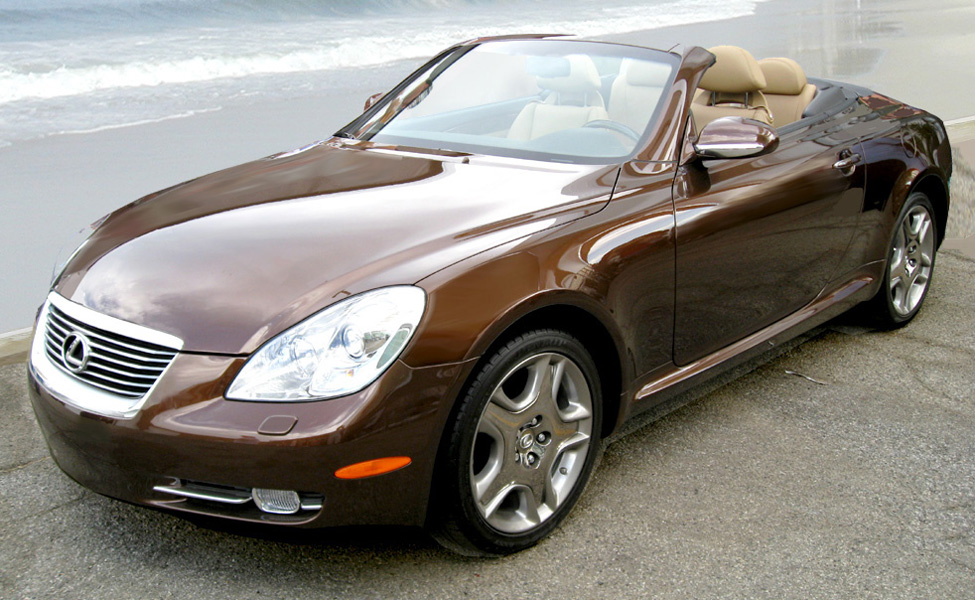
Lexus SC430 (1997)
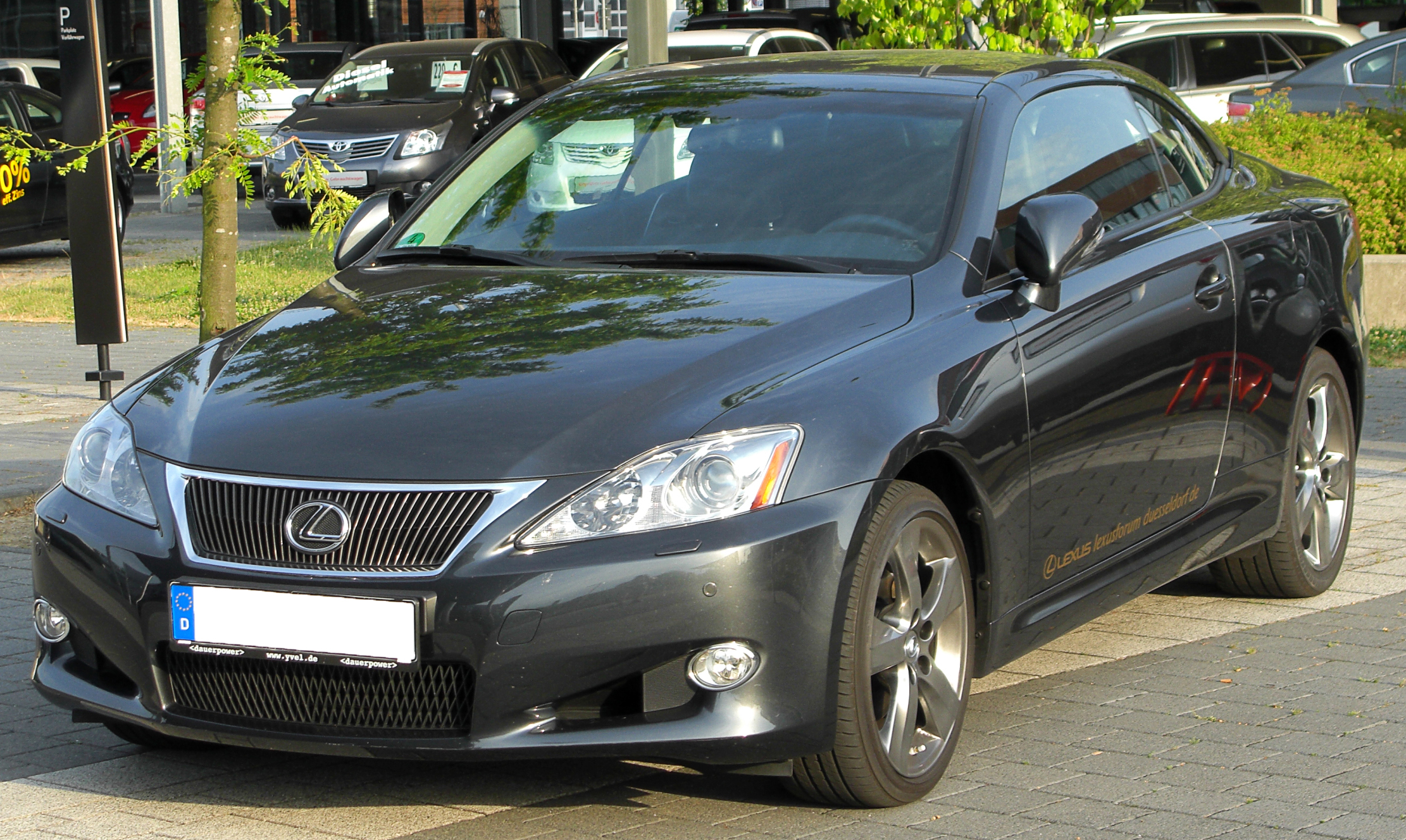
Lexus IS250C (2009)
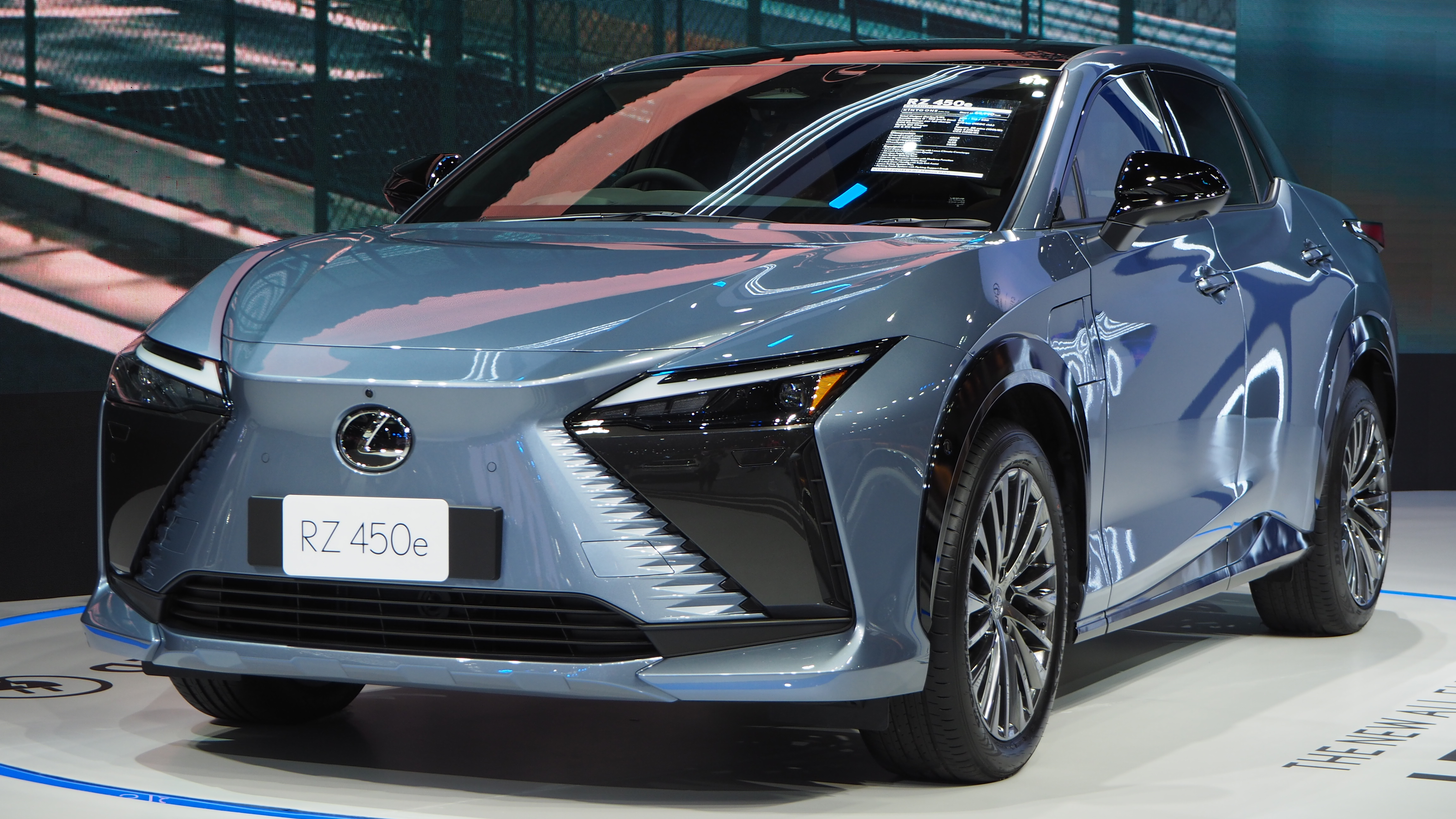
Lexus RZ 450e (2023)